# جيم هوغ
جيم هوغ (بالإنجليزية: Jim Hogg)‏ هو محامي أمريكي، ولد في 24 مارس 1851 في روسك في الولايات المتحدة، وتوفي في 3 مارس 1906 في هيوستن في الولايات المتحدة.